# Masgem
Masgem és una masia de Santa Eulàlia de Riuprimer (Osona) inclosa a l'Inventari del Patrimoni Arquitectònic de Catalunya.

## Descripció
Edifici civil. Masia de planta rectangular coberta a dues vessants amb el carener paral·lel a la façana, orientada a llevant i amb un portal rectangular. A la part de migdia té les finestres del primer pis molt decorades i a la part baixa s'hi annexiona un cos de forma arrodonida destinat a corrals. També a migdia hi ha un cos de galeries que consta de planta baixa i primer pis. A tramuntana hi ha un altre cos annexionat i cobert a dues vessants.
És construïda amb pedra i té alguns afegitons de totxo. El mas està envoltat de dependències agrícoles. L'estat de conservació és bo.

## Història
Antic mas registrat al fogatge de 1553 de la parròquia i terme de Santa eulàlia de Riuprimer, on consta Joan Masgeni (probablement Masgem, amb la terminació "ni" com un error de transcripció) com a habitant. Fou ampliat i reformat als segles XVII i XVIII, donant-li l'estructura actual. Dades constructives: JOSEPH MASGEM 1665. Altres: 1639 i 1731.